# Alex & Alex
Alex e Alex é uma dupla brasileira, formada pelos irmãos Alex e Alexandre Bueno de Moraes. Influenciados pela soul music, a dupla gravou o primeiro álbum pela EMI em 2000 (Musica de trabalho Tô querendo você, segunda faixa do disco). Participou do álbum Soul Tim: Duetos, onde gravaram um dueto póstumo com o cantor Tim Maia.
Anteriormente pertenciam à MK Music e lançaram em 2012 o álbum Código Secreto. Atualmente fazem parte do cast da gravadora Som Livre

## Discografia
- 2000: Tô Querendo Você
- 2007: Pra Glória do Teu Nome
- 2010: Até o Céu Te Ouvir...
- 2012: Código Secreto
- 2015:  Tribo do Leão

### Participações
- Soul Tim: Duetos